# Silberner Mann

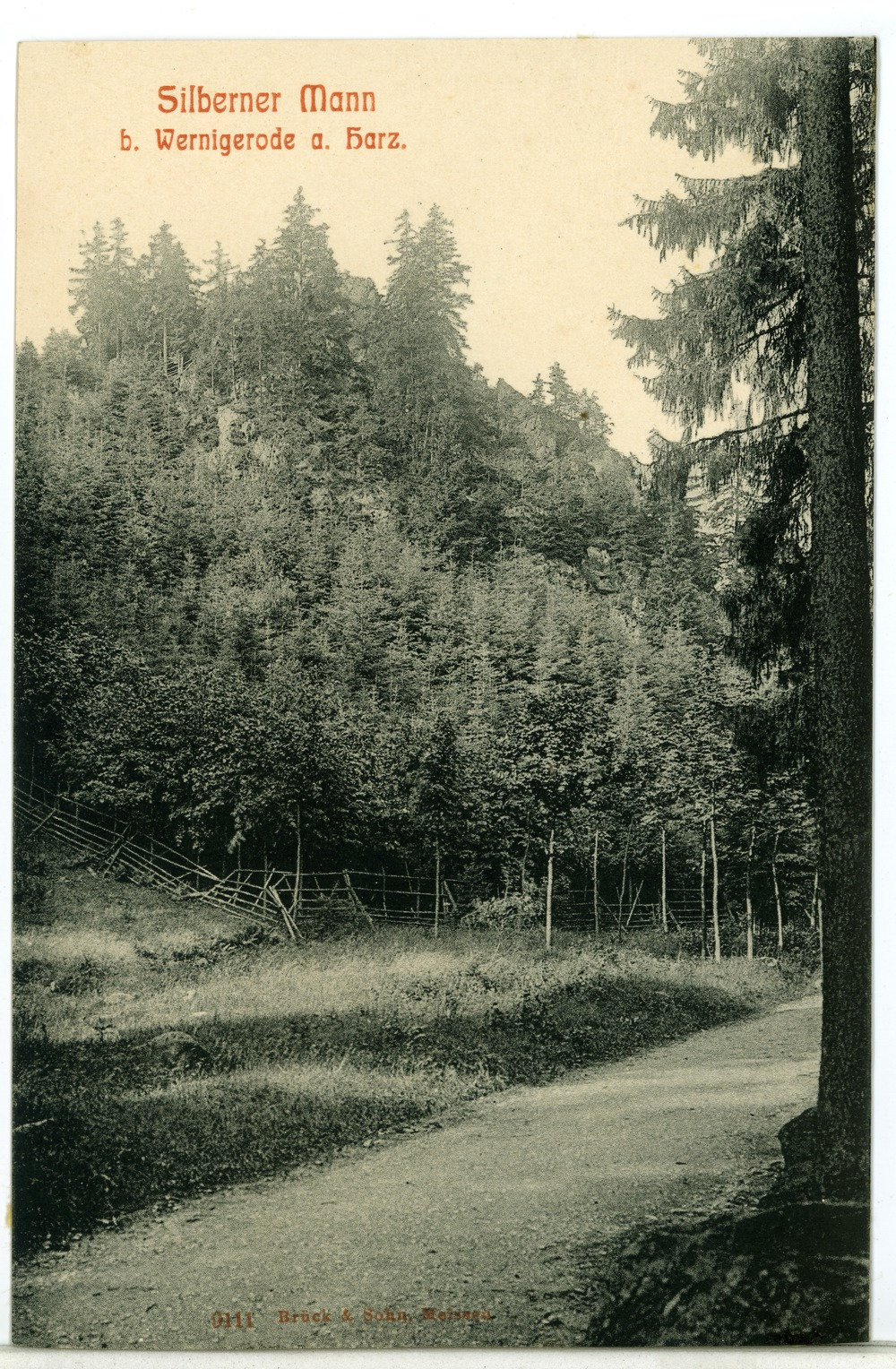
Silberner Mann (1907)

Der Silberne Mann ist ein Felsen im Tal der Holtemme südwestlich des Stadtteils Hasserode von Wernigerode im Harz. Der Felsen steht unmittelbar in der Quarz-Gangzone des Hasseröder Gangrevier und hat Sulfidmineralisationen. 
Der Silberne Mann befindet sich etwa 600 Meter vom Bahnhof Steinerne Renne der Harzquerbahn entfernt. Aufgrund seines guten Erreichbarkeit durch öffentliche Verkehrsmittel war der Silberne Mann im 19. Jahrhundert ein beliebtes Ausflugsziel für die Sommerfrischler auf dem Weg zur Steinernen Renne und zum Brocken. Graf Otto zu Stolberg-Wernigerode erteilte um 1890 die Konzession zur Anlegung einer Gaststätte unterhalb des Felsen. Aus dem einfachen Unterstand entstand zu Beginn des 20. Jahrhunderts ein harztypisches Fachwerkhaus mit Saal, in dem die Ausflugsgaststätte betrieben wurde. Nachdem deren Betrieb während der DDR-Zeit um 1985 eingestellt worden war und der letzte Mieter das Haus verlassen hatte, verfiel das Gebäude Mitte der 1990er-Jahre zunehmend zur Ruine und stürzte in sich zusammen.